# Dynamite VSP
Dynamite VSP is een computerprogramma voor het visualiseren van Civiele projecten, meer specifiek voor het ontwerp van wegen en spoorwegen. Het is ontwikkeld door 3AM Solutions, en in mei 2004 als commercieel product op de markt geïntroduceerd. 

## Technisch
Als onderliggende technologie wordt Autodesk Viz of Autodesk 3D Studio gebruikt. Beide software producten zijn specifiek bedoeld voor het maken van visualisaties en animaties. Dynamite VSP laat toe om de ontwerpgegevens rechtstreeks van uit het civieltechnische ontwerpsoftware (MX, AutoCAD Civil 3D) in te lezen. De materialen zoals asfalt, beton, gras en andere worden automatisch toegekend aan de verschillende onderdelen van de (spoor)weg. Elk object dat is ingelanden in Dynamite VSP behoudt een link met het originele object in de ontwerpsoftware.

## Functies
- Op basis van 3D-ontwerplijnen wegmarkeringen plaatsen (3-9 streep, volle streep, blokstreep,...)
- Op basis van 3D-ontwerplijnen visualisatiemodellen maken van bruggen en tunnels.
- Plaatsen van straatmeubilair (bijvoorbeeld elke 60 m een lantarenpaal, bewegende auto's, verkeersborden, portalen)
- Plaatsen van geleiderails op wegen, spoorstaven en bijhorende liggers, bovenleidingen voor spoorwegen en dergelijke.
- Visualiseren van gebouwen op basis van 2D-polylijnen.

## Gerelateerd product
Dynamite SIM. Dit is een add-on op Dynamite VSP die toelaat om verkeerssimulatiegegevens van Vissim in te laden.

## Dynamite VSP kan volgende files importeren
- MX Model files
- MX GENIO files
- AutoCAD Civil 3D VSP3D files
- 12D Ascii files
- LandXML files
- DXF files

## Voorbeeld van een project
Oosterweelverbinding
De controversiële Oosterweelverbinding voorziet het rondmaken van de Antwerpse Ring via de Oosterweeltunnel (toltunnel) onder de Schelde en een dubbeldeksbrug, de Lange Wapperbrug. De Oosterweeltunnel is een voorstel voor een vierde Scheldeonderdoorgang om linker- en rechteroever met elkaar te verbinden.